# Mercedes (ort i Costa Rica, Heredia)
Mercedes är en ort i Costa Rica.   Den ligger i provinsen Heredia, i den centrala delen av landet, 10 km nordväst om huvudstaden San José. Mercedes ligger 1 107 meter över havet och antalet invånare är 26 007.
Terrängen runt Mercedes är kuperad åt nordväst, men åt sydost är den platt. Runt Mercedes är det mycket tätbefolkat, med 6 711 invånare per kvadratkilometer. Närmaste större samhälle är San José, 9,9 km sydost om Mercedes. Runt Mercedes är det i huvudsak tätbebyggt.